# Yaiba: Ninja Gaiden Z
Yaiba: Ninja Gaiden Z est un jeu vidéo d'action-aventure de la franchise Ninja Gaiden, codéveloppé par les studios Team Ninja et Spark Unlimited. Supervisé par Keiji Inafune, connu pour être le coconcepteur de Megaman, le titre est sorti en mars 2014 sur les consoles PlayStation 3 et Xbox 360.

## Histoire
Cet ancien ennemi de Ryu qui perdit la vie (et accessoirement un œil et son bras gauche) lors d’un duel avec notre célèbre ninja se voit ainsi miraculeusement ressuscité par une mystérieuse société afin d’assouvir sa vengeance. Désormais équipé d’un bras robot et d’un œil bionique, notre guerrier croisera sur le chemin du match retour des hordes de zombies.

## Développement
Le titre a été officiellement dévoilé le 19 septembre 2012 à l'occasion du Tokyo Game Show. Le personnage principal du jeu s'est révélé être le ninja zombifié Yaiba, un tout nouveau personnage dans la série. Ryu Hayabusa, le protagoniste régulier de la série Ninja Gaiden sera probablement impliqué comme étant l'antagoniste.